# Jacques Van Bost
Jacques Van Bost (Elzele, 9 mei 1940) is een Belgisch voormalig bedrijfsleider en bestuurder.

## Levensloop
Van Bost studeerde af als licentiaat in de scheikunde aan de Université libre de Bruxelles (ULB).
Hij was algemeen directeur van Solvay Benelux.
Op 8 mei 2001 werd hij aangesteld als voorzitter van FEDICHEM in opvolging van René Peeters. Zelf werd hij opgevolgd in deze hoedanigheid door Antoon Dieusaert in 2002.